# コーネリアス・ストリブリング
コーネリアス・キンチェロー・ストリブリング （Cornelius Kinchiloe Stribling、 1796年9月22日 – 17 January 1880年1月17日）は、アメリカ合衆国の海軍軍人。最終階級は海軍少将。米英戦争、第二次バーバリ戦争、米墨戦争、南北戦争に参加した他、東インド艦隊司令官も務めた。

## 経歴

### 米英戦争
ストリブリングは1796年9月22日、サウスカロライナ州ペンドルトンで生まれた。1812年6月18日に士官候補生となったが、その日に米国は英国に対して宣戦布告し、米英戦争が始まっている。ストリブリングは帆走フリゲート・マケドニアン（USS Macedonian）に1813年1月1日から1814年4月まで乗組み、その後1815年4月まで帆走フリゲート・モホーク（USS Mohawk ）に勤務した。1814年の夏から秋にかけて、モホークはオンタリオ湖にあり、キングストンの封鎖に従事した。

### 第二次バーバリ戦争
米英戦争終了後、ストリブリングは再びマケドニアン乗組となり、1815年にはスティーヴン・ディケーター代将の艦隊の一員として、2隻のアルジェリア軍艦（フリゲートおよびブリッグ）を拿捕している。1815年10月には帆走フリゲート・コンステレーション（USS Constellation）勤務に異動し、1817年に艦と共に米国に戻った。
1818年4月1日には大尉に昇進し、ブリッグ・ホーネット（USS Hornet）、帆走戦闘スループ・ピーコック（USS Peacock）、帆走フリゲート・ジョン・アダムス（USS John Adams）、さらにコンステレーションに乗組、西インド諸島の海賊を掃討した。1823年には、キューバ沖で2隻の艀を指揮する任務を与えられ、海賊のスクーナーを拿捕している。

### 米墨戦争
米墨戦争の間、ストリブリングは戦列艦オハイオ（USS Ohio ）の乗員として、カリフォルニアおよびメキシコ西海岸での作戦に従事した。
1851年から1853年まで、アナポリス海軍兵学校長を務めた。1853年8月1日に大佐に昇進した。1854年から55年にかけて、スクリューフリゲート・サン・ジャシント（USS San Jacinto）の艦長となり、1857年から1859年にはペンサコラ海軍工廠長を務めた。

### 東インド艦隊
1859年から2年間、ストリブリングは代将として東インド艦隊の司令官を務めた。蒸気戦闘スループ・ハートフォード（USS Hartford）を旗艦とした。

### 南北戦争
1861年米国に戻ると、すぐに南北戦争が勃発した。すでに長期間の海軍軍歴を有していたため、1862年8月2日に退役となり、代将に昇進した（東インド艦隊司令官としての代将は臨時階級だが、今回は正式階級）。
しかしながら、戦争が長引いたため直ちに現役に復帰した。1864年9月23日までフィラデルフィア海軍工廠長を務めている。続いて、東メキシコ湾封鎖艦隊の司令官となり、終戦までその職にあった。

### その後
1866年8月6日、少将に進級。1871年9月18日まで現役を務めた。
1880年1月17日、ウェストバージニア州マーティンスバーグで死亡。

## 艦名他
ウィックス級駆逐艦DD-96およびギアリング級駆逐艦DD-867にストリブリングの名前がつけられた。
また、海軍兵学校のストリブリング廊下も彼の名前からとったものである。

## 参考
- この記事はアメリカ合衆国政府の著作物であるDictionary of American Naval Fighting Shipsに由来する文章を含んでいます。

| 軍職                          | 軍職                                   | 軍職                        |
| ----------------------------- | -------------------------------------- | --------------------------- |
| 先代 ジョサイア・タットノール | 東インド艦隊司令官 第14代：1859 - 1861 | 次代 フレデリック・エングル |